# Du Bois (Nebraska)
Du Bois – wieś w Stanach Zjednoczonych, w stanie Nebraska, w hrabstwie Pawnee.